# Can I Tell You
Can I Tell You è un singolo della rock band statunitense Kansas, pubblicato nel 1974 ed estratto dall'album dello stesso anno Kansas.